# Karai Senryū

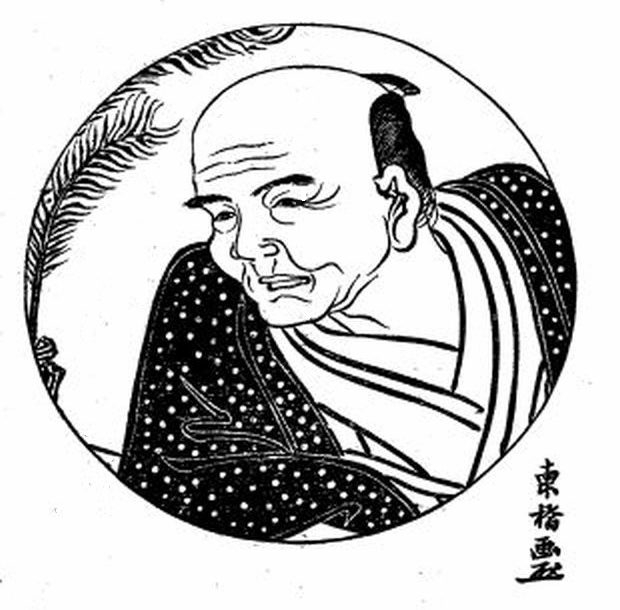
Karai Senryū

Karai Senryū (japanisch 柄井 川柳; geboren 1718; gestorben 30. Oktober 1790), wirklicher Name: Karai Hachiemon (柄井 八右衛門), war ein japanischer Dichter.

## Leben und Wirken
Karai Senryū war ein Sohn der Familie Karai, die ursprünglich in Kyōto lebte. Während der Generation seiner Urgroßvaters Karai Masaso () zog die Familie nach Edo. Dort wurde er in seinen Vierzigern ein Meister des Maeku-zuke-Stils der Haikai-Dichtung und wurde schnell prominent. Ab 1757 bis zu seinem Tod wurde er Schiedsrichter eines Maeku-zuke-Wettbewerbes (川柳評万句合, Senryūhyō Manku Awase) in Edo. Maekuzuke war eine zu der Zeit populäre Art der Dichtung, bei der ein vorhandener Gedichtvers mit eigenen Versen ergänzt werden musste. Jedes Jahr sammelte Karai fortan um die hunderttausend dieser Verse, von denen die besten ausgezeichnet wurden und im Druck erschienen.
Die Sammelbände unter dem Titel Yanagidaru (柳多留), von denen 23 zu Lebzeiten Karais erschienen und die nach seinem Tod bis 1833 fortgesetzt wurden, wurden als Senryūten bekannt; das literarische Genre wurde nach seinem Vornamen als Senryū bezeichnet. Ende des 19. Jahrhunderts wurde das Senryū von Sakai Kuraki und Inoue Kenkabō wiederbelebt.
Bestattet wurde Karai im Tempel Ryūhō-ji (龍寶寺) in Kamakura.